# Golden Beach (Zypern)
Der Golden Beach (griechisch Χρυσή Ακτή, türkisch Altinkum plaj, auch bekannt unter Pashi Amos ("Fat Sand Beach"), oder Nangomi) ist ein weitläufiger Sandstrand am Endstück der Halbinsel Karpas im äußersten Nordosten Zyperns.
Der Strand hat eine Länge von vier Kilometern vom Kap Galunopetra (Iyitaş) im Osten bis zum Kap Jyles im Südwesten. Das Gebiet wird durch einen Hügel sowie eine vegetationslose mächtige Sanddüne in zwei Teile geteilt. Die Dünen im östlichen Teil des Strandes reichen bis zu 500 Meter ins Festland hinein.
Ebenso wie andere Sandstrände der Karpazhalbinsel ist auch der Golden Beach ein wichtiger Nistplatz für Meeresschildkröten. Camping am Strand und in den umliegenden Schutzgebieten ist strengstens verboten.
Der Golden Beach ist auch als inoffizieller FKK-Strand bekannt (dies betrifft vor allem den westlichen Teil des Strandes).

## Geschichte
Nach der Türkischen Invasion in Zypern im Jahre 1974 stand der Golden Beach und die gesamte Spitze der Landzunge unter Kontrolle der Türkischen Armee mit beschränktem Zutritt. Im Jahr 1983 wurde das Gebiet nach der einseitigen Unabhängigkeitserklärung der Türkischen Republik Nordzypern (TRNZ) zum Naturpark erklärt; dieser Schutz wurde 1997 und 1998 durch die Umweltgesetzgebung noch verstärkt.
In den 1990er Jahren erlaubte das Forstministerium der TRNZ jedoch den Betrieb kleinerer Restaurants und die Errichtung von Holzhütten zur Übernachtung an mehreren Stellen beim Golden Beach. Steigendes Umweltschutzbewusstsein sowie die Ausweisung von Schutzzonen gemäß der Natura 2000-Standards führten später zum Widerruf der Pachtverträge. Da die Betreiber sich weigerten, das Gebiet zu räumen, mussten sie im Jahr 2013 vor dem Gericht erscheinen. Drei Jahre später bestätigte auch der Höchstgerichtshof der TRNZ vorherige Gerichtsentscheidungen und ordnete den Abbruch der Hütten, Restaurants und Sanitäreinrichtungen an. Ein Jahr später, im Juni 2017, wurde die vollständige Räumung dann auch Wirklichkeit. Umweltaktivisten begrüßten die Entwicklung, die früheren Gastwirtschaftsbetreiber jedoch warnten vor negativen Auswirkungen auf Besucher und Natur, da nun sanitäre Einrichtungen fehlen würden und niemand mehr den Strand reinigen würde. Der Strand ist derzeit unbebaut; es gibt lediglich noch ein Restaurant auf einem östlichen Hügel mit Blick auf den Strand.

## Zugang
Der Golden Beach liegt an einer Küstenstraße, die vom Dorf Rizokarpaso / Dipkarpaz zum Apostolos-Andreas-Kloster und bis zur Spitze der Halbinsel führt. Der Strand ist etwa 20 km vom Dorfzentrum und 9 km vom Kloster entfernt. Die Straße ist asphaltiert, jedoch in schlechtem Zustand mit gelegentlichen Schlaglöchern. Die letzten hundert Meter der Zufahrt zum Parkplatz sind nicht asphaltiert. Während der Hochsaison bestand eine reguläre Busverbindung in Form des Karpaz-Express, der Girne und mehrere Sehenswürdigkeiten in der Region Karpaz, wie auch den Golden Beach bedient. Diese Busverbindung ist derzeit jedoch eingestellt. Auch Tourbusse hielten oft ein oder zwei Stunden am Strand.